# 関東三大不動
関東の三大不動（かんとうのさんだいふどう）とは、征夷大将軍が支配していた歴史の有る関八州における3つの不動明王を本尊とする主に真言宗の寺院の総称。不動明王には厄除けのご利益もあると言われているため、関東の三大師と同様に、厄除け祈願で訪れる参拝者も多い。

## 概要
成田山新勝寺（なりたさんしんしょうじ）、高幡山金剛寺（たかはたさんこんごうじ）は古くから数えられていたが、3つめにはいくつかの説がある。

## 例
例1
- 成田山新勝寺（成田不動尊）千葉県
- 高幡山金剛寺（高幡不動尊）東京都
- 玉嶹山總願寺（不動ヶ岡不動尊）埼玉県

例2
- 成田山新勝寺（成田不動尊）千葉県
- 高幡山金剛寺（高幡不動尊）東京都
- 雨降山大山寺（大山不動尊）神奈川県

例3
- 成田山新勝寺（成田不動尊）千葉県
- 高幡山金剛寺（高幡不動尊）東京都
- 高貴山常楽院（高山不動尊）埼玉県

例4
- 成田山新勝寺（成田不動尊）千葉県
- 高幡山金剛寺（高幡不動尊）東京都
- 大聖寺（大相模不動尊）埼玉県

## 関東の厄除け三不動
関東の厄除け三不動（かんとうのやくよけさんふどう）とは、関東の三大不動と同じく、不動明王をご本尊として祀る、主に天台宗の寺院で、つぎの３つの寺院を指す。（関東の三大不動同様に厄除け目的で参拝する者も多い）。
- 関叡山徳道寺（千葉厄除け不動尊 妙泉寺，千葉県）
- 泰叡山瀧泉寺（目黒不動尊，東京都）
- 龍光山正宝院（飛不動尊，東京都）